# Боцепревір
Боцепревір — синтетичний противірусний препарат з групи інгібіторів протеази для прийому всередину. Боцепревір розроблений компанією Schering-Plough, яка пізніше передала права на подальшу розробку препарату компанії Merck & Co. Компанія «Merck & Co» закінчила клінічні дослідження препарату, який отримав схвалення FDA у травні 2011 року.

## Фармакологічні властивості
Боцепревір — синтетичний противірусний препарат з групи інгібіторів протеази. Механізм дії препарату полягає у інгібуванні активного центру ферменту вірусу гепатиту С — протеази шляхом зв'язування з активним серином ферменту за допомогою функціональної групи α-кетоаміду, що приводить до гальмування реплікації вірусу в уражених клітинах. 2011 року боцепревір схвалений FDA для лікування хронічного вірусного гепатиту С 1-го генотипу в складі комбінованої терапії.

### Фармакокінетика
Боцепревір при прийомі всередину відносно швидко всмоктується, максимальна концентрація в крові досягається протягом 2 годин, після прийому їжі всмоктування препарату покращується. Біодоступність боцепревіру не досліджена. Боцепревір добре зв'язується з білками плазми крові. Невідомо, чи препарат проникає через гематоенцефалічний бар'єр. Боцепревір проникає через плацентарний бар'єр та виділяється в грудне молоко. Препарат метаболізується в печінці, виводиться з організму переважно з калом (79%) у вигляді неактивних метаболітів, виводиться з організму частково нирками (9%). Період напіввиведення боцепревіру складає в середньому 3,4 годин, немає даних про зміну цього часу при печінковій та нирковій недостатності.

## Показання до застосування
Боцепревір застосовується при лікуванні хронічного вірусного гепатиту С 1-го типу в комбінації з рибавірином та пегільованим альфа-інтерфероном у дорослих хворих без ознак печінкової недостатності.

## Побічна дія
При застосуванні боцепревіру можуть спостерігатись наступні побічні ефекти:
- З боку шкірних покривів — дуже часто (більше 10 %) висипання на шкірі, свербіж шкіри, алопеція, сухість шкіри; часто (1—10 %) гіпергідроз шкіри, екзема, дерматит, герпетичні висипання, оніхомікоз, загостення псоріазу; нечасто (0,1—1 %) фотодерматоз, кропив'янка, утворення виразок на шкірі.
- З боку травної системи — дуже часто (більше 10 %) нудота, блювання, діарея, сухість у роті, порушення смаку; часто біль в животі, запор, афтозний стоматит, хейліт, стоматит, гастоезофагальний рефлюкс, геморой; нечасто (0,1—1 %) гастрит, панкреатит, ґлосит, гінгівіт, ректальні кровотечі, кровотечі з ясен; рідко (0,01—0,1 %) холецистит.
- З боку нервової системи — дуже часто (більше 10 %) головний біль, запаморочення, депресія, тривога, безсоння; часто (1—10 %) парестезія, гіпестезія, втрати свідомості, тремор, амнезія, агресія; нечасто (0,1—1 %) периферична нейропатія, суїцидальні думки, апатія, ретинальна ішемія, ретинопатія, кон'юнктивіт, фотофобія, летаргія, глухота або погіршення слуху; рідко (0,01—0,1 %) енцефалопатія, ішемія мозку, набряк диску зорового нерва, спроби суїциду, галюцинації.
- З боку серцево-судинної системи — часто (1—10 %) артеріальна гіпо- або гіпертензія; нечасто (0,1—1 %) тахікардія, аритмія, тромбоз глибоких вен, відчуття холоду в кінцівках, геморагічний васкуліт; рідко (0,01—0,1 %) ішемічна хвороба серця, інфаркт міокарду, перикардит, перикардіальний випіт.
- З боку дихальної системи — дуже часто (більше 10 %) кашель, задишка; часто (1—10 %) синусит, назофарингіт, носові кровотечі; нечасто (0,1—1 %) плевральні болі, тромбоемболія легеневої артерії, дисфонія, пневмонія; рідко (0,01—0,1 %) дихальна недостатність, саркоїдоз.
- З боку опорно-рухового апарату — дуже часто (більше 10 %) артралгія, міалгія; часто (1—10 %) болі в кінцівках та спині, болі у шиї, спазми м'язів; нечасто (0,1—1 %)артрити, більу кістках, набряк суглобів.
- З боку сечовидільної системи — часто (1—10 %) поллакіурія; нечасто (0,1—1 %) ніктурія, дизурія.
- Інші побічні ефекти — дуже часто (більше 10 %) схуднення, еректильна дисфункція; часто (1—10 %) гіпотиреоїдизм, целюліт, грибкові ураження; нечасто (0,1—1 %) біль в грудній клітці, лімфаденопатія, аменорея, меноррагія, метроррагія, гіпетиреоїдизм, загостення порфірії; рідко (0,01—0,1 %) пухлини щитоподібної залози, сепсис.
- Зміни в лабораторних аналізах — дуже часто (більше 10 %) анемія, нейтропенія; часто (1—10 %) лейкопенія, тромбоцитопенія, гіперглікемія, гіперурикемія, гіпертригліцеридемія; нечасто (0,1—1 %) лімфопенія, гіпокаліємія, гіперкальціємія, підвищення рівня білірубіну в крові.

## Протипокази
Боцепревір протипоказаний при підвищеній чутливості до препарату, аутоімунному гепатиті. Боцепревір не застосовують при вагітності, годуванні грудьми та у дитячому віці. Препарат не застосовують разом із мідазоламом, тріазоламом, бепридилом, пімозидом, галофантрином, лумефрантином, симвастатином, ловастатином, алкалоїдами ріжків, інгібіторами тирозинкінази.

## Форми випуску
Боцепревір випускається у вигляді желатинових капсул по 0,2 г.